# دانی ین
دانی ین جی دان (به انگلیسی: Donnie Yen Ji-dan)(به چینی: 甄子丹) (زاده ۲۷ ژوئیه ۱۹۶۳) معروف به دانی ین یک رزمی کار، بدلکار، هنرپیشه، کارگردان، تهیه‌کننده اهل چین است.
ین یکی از بهترین ستاره‌های فیلم‌های اکشن در هنگ کنگ است. دانی ین استاد هنرهای رزمی است. او در رشته‌های کاراته، بوکس، کیک بوکس، جودو، جوجیتسو، موای تای، تکواندو، هاپکیدو، ووشو، جیت کان دو، جوجیتسوی برزیلی، تای چی، هونگ جیا، ساندا، کشتی (کونگ فو) و (وینگ چون) و چونگ تونگ تنگ و دوچرخه سواری و خوانندگی و رپری کار کرده‌است. او در رشته وینگ چون تبحر و مهارت کامل دارد به طوری که در سری فیلم‌های مردی به نام ایپ به ایفای نقش شخص استاد ایپ می‌پردازد که خود یک استاد وینگ چون کار تمام عیار است. یکی از محبوبترین ستاره‌های آسیا در زمینهٔ بازیگری در دهه ۲۰۰۰ میلادی است. ین همواره یکی از پر درآمدترین بازیگران آسیایی است. ین درسال ۲۰۱۳ میلادی ۲۲۰$میلیون دلار هنگ کنگ (۲۸٫۴$ میلیون دلار آمریکا) از چهار فیلم و شش آگهی به دست آورد.
افتخارات ورزشی: دان شش تکواندو
کمربند مشکی جودو
کمربند بنفش جو جیتسوی برزیلی
مدال‌های طلا در مسابقات ووشو

## فیلم‌شناسی
| فیلم‌شناسی | فیلم‌شناسی                             | فیلم‌شناسی        | فیلم‌شناسی            | فیلم‌شناسی                       |
| --------- | ------------------------------------- | ---------------- | -------------------- | ------------------------------- |
| سال       | نام                                   | نقش              | کارگردان             | نکته                            |
| ۱۹۸۳      | معبد کنگ فو                           |                  | یوئن وو-پینگ         | یا به عبارتی معجزه جنگجویان ۲   |
| ۱۹۸۴      | تای‌چی‌کار مست                          | چنگ دو           | یوئن وو-پینگ         | یا به عبارتی استاد تایچی مست    |
| ۱۹۸۵      | وج‌های ناسازگار                        | ادی              | یوئن وو-پینگ         | یا به عبارتی زوج ناجور          |
| ۱۹۸۸      | قفس ببر                               | تری              | یوئن وو-پینگ         | همچنین مدیر اجرایی              |
| ۱۹۸۹      | در خط وظیفه ۴: شاهد                   | کاپیتان دونی یان | یوئن وو-پینگ         | در خط وظیفه در خط وظیفه ۴: شاهد |
| ۱۹۹۰      | قفس ببر ۲                             | اژدها یاو        | یوئن وو-پینگ         | همچنین مدیر اجرایی              |
| ۱۹۹۱      | باکره مقدس در مقابل. مرده شرور        | شیانگ            |                      |                                 |
| ۱۹۹۱      | کریستال هانت                          | لیونگ            |                      |                                 |
| ۱۹۹۲      | یوزپلنگ در آتش                        | روانو            |                      |                                 |
| ۱۹۹۲      | روزی روزگاری در چین ۲                 | فرمانده لن       | تسوی هارک            | نقش مکمل                        |
| ۱۹۹۲      | مهمانخانه دروازه اژدها                | ای ناچ تساو      | ریموند لی            |                                 |
| ۱۹۹۳      | میمون آهنی                            | خوانگ چی‌یینگ     | یوئن وو-پینگ         | میمون آهنی                      |
| ۱۹۹۳      | پروانه و شمشیر                        | ییپ پیونگ        | مایکل ماک            |                                 |
| ۱۹۹۳      | قهرمانان در میان قهرمانان             | سو چان گدا       | یوئن وو-پینگ         | اژدها ی سرخ سو گدا              |
| ۱۹۹۴      | وینگ چون                              | لیونگ            | یوئن وو-پینگ         | مامور مخفی همچنین مدیر اجرایی   |
| ۱۹۹۴      | بچه سیرک                              | دانتون لی        | وو ما                |                                 |
| ۱۹۹۵      | میمون آهنی ۲                          | میمون آهنین      | چائو لو جیانگ        |                                 |
| ۱۹۹۵      | سنت برای قمار بازها                   | لان سون          | وانگ جینگ            |                                 |
| ۱۹۹۶      | بازگشت شیطان                          | نام              | لام وای لون          | همچنین مدیر اجرایی              |
| ۱۹۹۷      | افسانه گرگ                            | فونگ مان-هین     | دانی ین              | تهیه‌کننده، کارگردان و نویسنده   |
| ۱۹۹۷      | ولتاژ بالا                            | چیانگ هو         |                      | همچنین مدیر اجرایی              |
| ۱۹۹۷      | رز سیاه ۲                             | مالک مدرسه بوکس  |                      |                                 |
| ۱۹۹۸      | بوسه بالستیک                          | گربه لی          | دانی ین              | تهیه‌کننده و کارگردان            |
| ۱۹۹۸      | وقایع شانگهای                         | تونگ شان         | دانی ین              | مدیر اجرایی و کارگردان          |
| ۱۹۹۹      | شهر تاریکی                            | اوزون            |                      |                                 |
| ۱۹۹۹      | افسانه ماه و ستاره                    |                  | دانیل لی             | مدیر اجرایی                     |
| ۲۰۰۰      | کوه‌نشین: بازی پایانی                  | جین کی           | داگلاس آرنیوسکی      | نقش کوتاه                       |
| ۲۰۰۱      | شاهزاده خانم شمشیرزن                  |                  |                      |                                 |
| ۲۰۰۲      | تیغه ۲                                | مرد برفی         | گیرمو دل تورو        | نقش کوتاه                       |
| ۲۰۰۲      | قهرمان                                | لانگ اسکای       | ژانگ ییمو            |                                 |
| ۲۰۰۳      | شوالیه‌های شانگهای                     | وو چاو           | دیوید دابکین         | کارگردان                        |
| ۲۰۰۳      | جکی و خون‌آشامان                       |                  | دانته لام            | مدیر اجرایی                     |
| ۲۰۰۴      | عشق بر روی صخره‌ها                     | ویکتور تسوی      | دانته لام            |                                 |
| ۲۰۰۴      | جکی و خون‌آشامان ۲                     | ژنرال لون        |                      |                                 |
| ۲۰۰۵      | منطقه کشتار                           | بازرس کل کوان    | ویلسون ییپ           | مدیر اجرایی                     |
| ۲۰۰۵      | هفت شمشیر                             | اژدها وانگ       | ویلسون ییپ           |                                 |
| ۲۰۰۶      | تندرشکن                               |                  | جفری سکس             | مدیر اجرایی                     |
| ۲۰۰۶      | باشگاه ببر و اژدها                    |                  |                      |                                 |
| ۲۰۰۷      | نقطه اشتعال                           | بازرس            | ویلسون ییپ           | همچنین کارگردان و تهیه‌کننده     |
| ۲۰۰۸      | یک ملکه و رزمندگان                    |                  |                      |                                 |
| ۲۰۰۸      | شبح خبیث                              | پانگ یونگ        |                      |                                 |
| ۲۰۰۸      | ایپ من                                | ایپ من           |                      |                                 |
| ۲۰۰۹      | چیزی خوبه که پایانش خوبه ۲۰۰۹         | مهمان عروسی      |                      |                                 |
| ۲۰۰۹      | تأسیس جمهوری                          | تیان هان         |                      |                                 |
| ۲۰۰۹      | محافظان و آدمکش‌ها                     |                  |                      |                                 |
| ۲۰۱۰      | چهارده شمشیر                          | چینگ لُنگ         | دانیل لی             |                                 |
| ۲۰۱۰      | ایپ من ۲                              | ایپ من           | ویلسون ییپ           |                                 |
| ۲۰۱۰      | افسانه مشت: بازگشت چن زن              | چِن جِن            | اندرو لاو            |                                 |
| ۲۰۱۱      | چیزی خوبه که پایانش خوبه ۲۰۱۱         | آرنولد چِنگ       |                      |                                 |
| ۲۰۱۱      | آخرین شمشیرزن                         | گوان یو          |                      |                                 |
| ۲۰۱۱      | اژدها                                 | لیو جینشی        | پیتر چان             |                                 |
| ۲۰۱۲      | چیزی خوبه که پایانش خوبه ۲۰۱۲         | کارل تَم          |                      |                                 |
| ۲۰۱۳      | با یکدیگر                             | آقای کول         |                      |                                 |
| ۲۰۱۳      | هویت ویژه                             | دراگون چان       |                      |                                 |
| ۲۰۱۴      | مرغ طلایی ۳                           | استاد ییپ        |                      |                                 |
| ۲۰۱۴      | پادشاه میمون                          | پادشاه میمون     |                      |                                 |
| ۲۰۱۴      | مرد یخی                               | هو یینگ          |                      |                                 |
| ۲۰۱۴      | کونگ‌فوی مرگبار                        | ها یو مو         |                      |                                 |
| ۲۰۱۵      | یک بازرس تماس می‌گیرد                  |                  | ریموند وانگ پاک-مینگ |                                 |
| ۲۰۱۵      | ایپ من ۳                              | ایپ من           | ویلسون ییپ           |                                 |
| ۲۰۱۶      | ببر خیزان، اژدهای پنهان: شمشیر سرنوشت | گرگ ساکت         | یوئن وو-پینگ         |                                 |
| ۲۰۱۶      | روگ وان                               |                  | گرت ادواردز          |                                 |
| ۲۰۱۷      | سه ایکس ۳: بازگشت زندر کیج            | شیانگ            | دی جی کاروسو         |                                 |
| ۲۰۱۷      | تعقیب اژدها                           |                  | وانگ جینگ            |                                 |
| ۲۰۱۷      | گنگ شو دائو                           | استاد یِن         | ون جانگ              |                                 |
| ۲۰۱۸      | برادر بزرگ‌تر                          | هنری چِن شیا      |                      |                                 |
| ۲۰۱۸      | مرد یخی: مسافر زمان                   | هو یینگ          |                      |                                 |
| ۲۰۱۸      | استاد زد: میراث ایپ من                |                  | یوئن وو-پینگ         | تهیه‌کننده                       |
| ۲۰۱۹      | ایپ من ۴                              | ایپ من           | ویلسون ییپ           |                                 |
| ۲۰۲۰      | اژدهای چاق وارد می‌شود                 | فالون جو         | وانگ جینگ            | همچنین تهیه‌کننده                |
| ۲۰۲۰      | مولان                                 |                  | نیکی کارو            |                                 |
| ۲۰۲۱      | آتش خشم                               | شان              | بنی چان              |                                 |
| ۲۰۲۳      | جان ویک: بخش ۴                        | کین              | چاد استاهلسکی        |                                 |
| ۲۰۲۳      | ساکرا                                 | کیائو فنگ        | دانی ین              |                                 |
| ۲۰۲۴      | دادستان                               | فوک زی هو        |                      |                                 |

### تلویزیون
| سال  | عنوان                          | نقش         | شبکه         | یادداشت        |
| ---- | ------------------------------ | ----------- | ------------ | -------------- |
| ۱۹۸۸ | آخرین درگیری                   |             | تی‌وی‌بی       | فیلم تلویزیونی |
| ۱۹۸۹ | جوخه‌های پرواز                  |             | تی‌وی‌بی       |                |
| ۱۹۸۹ | پرونده نوار                    |             | تی‌وی‌بی       |                |
| ۱۹۹۱ | یک زندگی جدید (سریال هنگ کنگی) |             | تی‌وی‌بی       |                |
| ۱۹۹۱ | پوشه جرم                       |             | تی‌وی‌بی       |                |
| ۱۹۹۴ | استاد کونگ فو                  | هونگ هی-گون | ATV          |                |
| ۱۹۹۵ | مشت خشم                        | چن زن       | ATV          |                |
| ۲۰۱۷ | شورشیان جنگ ستارگان            |             | دیزنی اکس دی | صدا گذاری      |

## اوایل زندگی
مادر ین ووشو کار سبک Wudangquan (هنرهای رزمی درونی) و استاد بزرگ تای چی و پدرش سردبیر یک روزنامه بود. ین در گوانگژو، گوانگ دو، چین زاده شد.
هنگامی که او دو ساله بود خانواده اش به هنگ کنگ رفتند و زمانی که ۱۱ ساله بود به آمریکا (بوستون) رفتند. او یک خواهر کوچکتر به نام کریس دارد که یک هنرمند رزمی کار و بازیگر است و در سال ۲۰۰۷ در فیلم Adventures of Johnny Tao: Rock Around the Drago ظاهر شد.
در سنین جوانی زیر نظر مادرش شروع به یادگیری هنرهای رزمی توسعه یافته کرد و سبک‌های مختلفی از جمله تای چی و دیگر هنرهای رزمی چینی سنتی را فرا گرفت سپس به یادگیری کاراته پرداخت.
ین تمرین ووشو را به‌طور جدی در سن چهارده سالگی بعد از ترک تحصیل شروع کرد.
پدر و مادرش نگران محیط زندگی دانی بودند او زمان زیادی را در منطقه جنگی بوستون بود. آنها بوستون را برای زندگی پسرشان مناسب ندانسته و دانی را برای گذراندن یک دوره دوساله به پکن فرستادند تا در آکادمی آموزش ووشو زیر نظر استادان برتر در کنار دوره دوساله تیم ووشو آموزش ببیند. پیش از آن ین از مدرسه اخراج شده بود!
او پس از آموزش تا مرحله عالی در ووشو، سبک‌های دیگری همچون: کیک بوکس، جوجیتسو و تکواندو را هم تا حد عالی آموخت و وارد دنیای هنرپیشگی شد و پله‌های پیشرفت را به سرعت طی کرد.
ین تکواندو را در حدود ۱۶ سالگی آغاز کرد.
خانواده او همچنین نوازنده بودند، مادر او یک سوپرانو است. پدرش علاوه بر اینکه یک معلم هنرهای رزمی بود، یک ویولونیست هم بود. از سن جوانی توسط پدر و مادرش در زمینه موسیقی نیز آموزش دید. او همچنین رقص‌های هیپ پاپ و برک دنس را می‌داند.

## حرفه

### شروع فعالیت از دههٔ ۹۰ میلادی
اولین قدم ین در صنعت فیلم سازی در سال ۱۹۸۴ بود که اولین نقش اصلی خود را در فیلم تای چی کار مست ایفا کرد.
بعد از ایفای نقش در فیلم‌های تای چی کار مست و قفس ببر (۱۹۸۸) ین موفق به اجرای نقش ژنرال نپ لن (General Nap-lan) در فیلم روزی روزگاری چین ۲ (۱۹۹۲) شد، که شامل مبارزه بین شخصیت خودش و وونگ فی هانگ (Wong Fei-hung) (اجرا شده توسط جت لی (Jet Li)). ین در فیلم میمون آهنی مانند یک ستاره درخشید. ین و لی در سال ۲۰۰۲ در فیلم قهرمان دوباره با یکدیگر ایفای نقش کردند، جایی که ین در آن یک نیزه دار بود با شخصیت لی که یک شمشیرزن بی‌نام بود مبارزه کرد. فیلم در جشنوارهٔ اسکار به عنوان بهترین فیلم خارجی زبان نامزد جایزه شد.
در سال ۱۹۹۵ ین در نقش چن زن در سریال تلویزیونی مشت خشن ساخته شده در شبکهٔ تلویزیونی هنگ کنگیATV ظاهر گشت. (یک فیلم با همین عنوان اقتباس شده‌است که درسال ۱۹۷۲ ساخته شده و بروس لی در آن فیلم نقش چن زن را دارد) ین در سال ۲۰۱۰ دوباره در نقش چن زن در فیلم افسانهٔ مشت:بازگشت چن زن ظاهر شد.
در سال ۱۹۹۷ ین در شرکت فیلم‌سازی Bullet Films مشغول به کار شد و اولین کارگردانی خود را در فیلم افسانهٔ گرگ (۱۹۹۷) آغاز کرد و دومین کارگردانی او فیلم بوسهٔ بالستیک (۱۹۹۸)بود که در هردوی آنها هم نقش اصلی را داشت. در سن ۳۴ سالگی، ورشکسته شد. فیلمی که خودش با شرکت فیلمسازی خودش ساخته بود و توسط کارگردانی قوی و تحسین شده او ساخته شده بود انتظار می‌رفت موفق باشد اما در باکس آفیس (box office) عملکرد خوبی نداشت. ین مجبور شد از شرکت loan sharks و خدمهٔ تولیدی شرکت خودش پول قرض بگیرد.

### دههٔ ۲۰۰۰ میلادی
ین کمی بعد به ایالات متحدهٔ آمریکا برگشت. دلیل برگشت او این بود که او را دعوت کرده بودند در سکانس‌های اکشن فیلم‌های هالیوودی ایفای نقش کند، فیلم‌هایی مانند:کوهستانی:پایان بازی (۲۰۰۰) و تیغهٔ ۲ (۲۰۰۲). مهارت او در هنرهای رزمی کارگردان‌ها را تخت تأثیر قرار داد. و این گونه شد که او را برای ایفای نقش در هردو فیلم دعوت کردند.
در سال ۲۰۰۲، جت لی در فیلم قهرمان بازی می‌کرد و به کارگردان اصرار می‌کرد که به دنبال دانی ین بگردد و او را برای بازی کردن در نقش آسمان(Sky) دعوت کند.
لی خود شخصاً ین را دعوت کرد تا از هالیوود به چین بازگردد و دوباره به سینمای هنگ کنگ بپیوندد و آنجا بود که دوباره بعد از حدود ۱۰ سال دو ستاره در کنار هم در یک صحنه در فیلم روزی روزگاری در چین ۲ حاضر شدند
ین در بیشتر بازی‌های ویدیویی اکشن حرکات مبارزه ای خود اجرا کرده‌است مانند بازی آنیموشا 3 (Onimusha ۳). ین در دههٔ ۲۰۰۰ میلادی به کار در سینمای هنگ کنگ ادامه داد.
در فیلم حماسی هفت شمشیر در نقش چو ژائونان(Chu Zhaonan) با کارگردانی تسوی هارک (Tsui Hark) و در نقش ما کوآن (Ma kwun) با کارگردانی ویلسون یپ (wilson yip) و شرکت brutal crime drama film در فیلم شاپولانگ (SPL:Sha Po Lang) در سال ۲۰۰۵ بازی کرد. این دو فیلم مفتخر و ویژه در فستیوال فیلم بین‌المللی تورنتو ۲۰۰۵ شرکت داده شدند.

## جوایز
| سال  | جایزه                                   | رده                                            | کار نامزد شده           | نتیجه    |
| ---- | --------------------------------------- | ---------------------------------------------- | ----------------------- | -------- |
| ۱۹۹۳ | جایزه فیلم هنگ کنگ                      | بهترین بازیگر نقش مکمل مرد                     | روزی در چین ۲           | نامزدشده |
| ۲۰۰۲ | جشنوارهٔ بهترین هنر نمایشی تاروس(Taurus) | بهترین مبارزه                                  | میمون آهنی              | نامزدشده |
| ۲۰۰۳ | جشنواره و جوایز فیلم اسب طلایی          | بهترین حرکت نمایشی                             | جکی و خون آشامان        | برنده    |
| ۲۰۰۴ | جایزه فیلم هنگ کنگ                      | بهترین حرکت نمایشی                             | جکی و خون آشامان        | برنده    |
| ۲۰۰۶ | جایزه فیلم هنگ کنگ                      | بهترین حرکت نمایشی                             | SPL: Sha Po Lang        | برنده    |
| ۲۰۰۷ | جایزه فیلم هنگ کنگ                      | بهترین حرکت نمایشی                             | دروازهٔ ببر و اژدها      | نامزدشده |
| ۲۰۰۷ | جایزه باهینیای زرین                     | بهترین حرکت نمایشی                             | دروازهٔ ببر و اژدها      | برنده    |
| ۲۰۰۷ | جشنواره و جوایز فیلم اسب طلایی          | بهترین حرکت نمایشی                             | نقطهٔ برخورد             | برنده    |
| ۲۰۰۸ | جشنوارهٔ بهترین هنر نمایشی تاروس         | بهترین بازی در یک فیلم با زبان خارجی           | نقطهٔ برخورد             | برنده    |
| ۲۰۰۸ | جایزه فیلم هنگ کنگ                      | بهترین حرکت نمایشی                             | نقطهٔ برخورد             | برنده    |
| ۲۰۰۹ | جایزه خوابیائو                          | بازیگر برجستهٔ خارج از کشور                     | ایپ من                  | برنده    |
| ۲۰۰۹ | جشنوارهٔ فیلم دانشجویی دانشگاه پکن       | بهترین بازیگر مرد                              | ایپ من                  | برنده    |
| ۲۰۰۹ | جایزه فیلم هنگ کنگ                      | بهترین بازیگر مرد                              | ایپ من                  | نامزدشده |
| ۲۰۱۰ | جایزه صد گل                             | بهترین بازیگر مرد                              | محافظان و قاتل‌ها        | نامزدشده |
| ۲۰۱۱ | سومین جشنواره بین‌المللی فیلم ماکائو     | بهترین بازیگر مرد                              | شمشیر زن گمشده          | برنده    |
| ۲۰۱۱ | جایزه فیلم هنگ کنگ                      | بهترین حرکت نمایشی                             | افسانهٔ مشت:بازگشت چن زن | نامزدشده |
| ۲۰۱۱ | جشنواره و جوایز فیلم اسب طلایی          | بهترین حرکت نمایشی                             | اژدها                   | برنده    |
| ۲۰۱۲ | جایزه فیلم هنگ کنگ                      | بهترین حرکت نمایشی                             | اژدها                   | نامزدشده |
| ۲۰۱۴ | جایزه فیلم هنگ کنگ                      | بهترین حرکت نمایشی                             | هویت ویژه               | نامزدشده |
| ۲۰۱۴ | هشتمین جشنوارهٔ فیلم آسیا                | بازیگر برجستهٔ آسیا                             |                         | برنده    |
| ۲۰۱۵ | جشنوارهٔ شب یوکو (Youku)                 | تاثیرگذارترین بازیگر سال ۲۰۱۴                  |                         | برنده    |
| ۲۰۱۵ | پانزدهمین جشنوارهٔ هائودینگ (Huading)    | بهترین بازیگر مرد                              | پادشاه میمون            | برنده    |
| ۲۰۱۵ | جایزه فیلم هنگ کنگ                      | بهترین حرکت نمایشی                             | جنگل کونگ فو            | برنده    |
| ۲۰۱۷ | جشنوارهٔ فیلم فوشان (foshan)             | جشنوارهٔ پیشکسوتان (Lifetime Achievement Award) |                         | برنده    |
| ۲۰۱۷ | جشنوارهٔ فیلم فوشان                      | بهترین بازیگر مرد                              |                         | برنده    |